# Félix de Nîmes
Pour les articles homonymes, voir Saint Félix.
Saint Félix est un prélat de l'Antiquité romaine, premier évêque de Nîmes de 374 à 407.